# BNO-10-18 – Máshova nem osztályozott panaszok, tünetek és kóros klinikai és laboratóriumi leletek
 A BNO-kódrendszer hivatalos nemzetközi forrása az Egészségügyi Világszervezet (WHO) honlapja; az ÁEEK által finanszírozott egészségügyi ellátások tekintetében az aeek.hu az irányadó!
Az alábbi hierarchia a nyomtatott magyar kiadásnak (BNO-10, 1995) felel meg.

## A keringési és légzőrendszerrel kapcsolatos jelek és tünetek (R00-R09)
- R00 A szívverés rendellenességei
  - R00.0 Tachycardia k.m.n.
  - R00.1 Bradycardia, k.m.n.
  - R00.2 Palpitatio
  - R00.8 A szívverés egyéb és k.m.n. rendellenességei
- R01 Szívzörejek és egyéb szíveredetű hangjelenségek
  - R01.0 Jóindulatú és ártalmatlan szívzörejek
  - R01.1 Szívzörej k.m.n.
  - R01.2 Egyéb szíveredetű hangjelenségek
- R02 Üszkösödés m.n.o.
- R03 Kóros vérnyomásérték, diagnózis nélkül
  - R03.0 Emelkedettnek mért vérnyomás, hypertonia diagnózisa nélkül
  - R03.1 Nem meghatározott, alacsonynak mért vérnyomás
- R04 Vérzés a légutakból
  - R04.0 Epistaxis
  - R04.1 Vérzés a torokból
  - R04.2 Haemoptysis
  - R04.8 Vérzés a légutak egyéb részeiből
  - R04.9 Vérzés a légutakból k.m.n.
- R05 Köhögés
- R06 A légzés rendellenességei
  - R06.0 Dyspnoe
  - R06.1 Stridor
  - R06.2 Zihálás
  - R06.3 Periodikus légzés
  - R06.4 Hyperventillatio
  - R06.5 Szájon át légzés
  - R06.6 Csuklás
  - R06.7 Tüsszögés
  - R06.8 A légzés egyéb és k.m.n. rendellenességei
- R07 Torok- és mellkasfájdalom
  - R07.0 Torokfájás
  - R07.1 Légzési mellkasfájdalom
  - R07.2 Praecordiális fájdalom
  - R07.3 Egyéb mellkasi fájdalom
  - R07.4 Mellkasi fájdalom k.m.n.
- R09 A keringési és légzőrendszerrel kapcsolatos egyéb jelek és tünetek
  - R09.0 Asphyxia
  - R09.1 Mellhártyaizzadmány
  - R09.2 Légzésleállás
  - R09.3 Kóros köpet
  - R09.8 A keringési és légzőrendszerrel kapcsolatos egyéb meghatározott jelek és tünetek

## Az emésztőrendszerrel és hassal kapcsolatos jelek és tünetek (R10-R19)
- R10 Hasi és medencei fájdalom
  - R10.0 Akut has
  - R10.1 A felső hasra lokalizált fájdalom
  - R10.2 Medence és gáttáji fájdalom
  - R10.3 Az alhas egyéb részeire lokalizált fájdalom
  - R10.4 Egyéb és k.m.n. hasi fájdalom
- R11 Hányinger és hányás
- R12 Gyomorégés
- R13 Dysphagia
- R14 Flatulentia és rokon állapotok
- R15 Széklet incontinentia
- R16 Máj- és lépmegnagyobbodás, m.n.o.
  - R16.0 Hepatomegalia m.n.o.
  - R16.1 Splenomegalia m.n.o.
  - R16.2 Hepato-splenomegalia m.n.o.
- R17 Sárgaság k.m.n.
- R18 Ascites
- R19 Az emésztőrendszerrel és hassal kapcsolatos egyéb jelek és tünetek
  - R19.0 Intraabdominális és medencei duzzanat, képlet
  - R19.1 Kóros bélhangok
  - R19.2 Látható perisztaltika
  - R19.3 Hasi rigiditás, izomvédekezés
  - R19.4 Bélműködés változás
  - R19.5 A széklet egyéb rendellenességei
  - R19.6 Szájbűz (halitosis)
  - R19.8 Az emésztőrendszerrel és hassal kapcsolatos egyéb, meghatározott jelek és tünetek

## A bőrrel és bőralatti szövettel kapcsolatos jelek és tünetek (R20-R23)
- R20 A bőr érzészavarai
  - R20.0 A bőr érzéstelensége
  - R20.1 Bőr hypaesthesia
  - R20.2 Bőr paraesthesia
  - R20.3 Hyperaesthesia
  - R20.8 A bőrérzés egyéb és k.m.n. zavarai
- R21 Kiütések és egyéb nem specifikus bőrjelenségek
- R22 A bőr és bőralatti szövet lokalizált duzzanata és képlete
  - R22.0 Körülírt duzzanat, képlet a fejen
  - R22.1 Körülírt duzzanat, képlet a nyakon
  - R22.2 Körülírt duzzanat, képlet a törzsön
  - R22.3 Körülírt duzzanat, képlet a felső végtagon
  - R22.4 Körülírt duzzanat, képlet az alsó végtagon
  - R22.7 Körülírt duzzanat, képlet több helyen
  - R22.9 Körülírt duzzanat, képlet k.m.n.
- R23 Egyéb bőrelváltozások
  - R23.0 Cyanosis
  - R23.1 Sápadtság
  - R23.2 Flush
  - R23.3 Spontán ecchymosisok
  - R23.4 A bőr texturális változásai
  - R23.8 A bőr egyéb és k.m.n. elváltozásai

## Az ideg- és csont- izomrendszerrel kapcsolatos jelek és tünetek (R25-R29)
- R25 Rendellenes akaratlan mozgások
  - R25.0 Rendellenes fejmozgások
  - R25.1 Tremor, k.m.n.
  - R25.2 Görcsök
  - R25.3 Fasciculatio
  - R25.8 Egyéb és nem meghatározott kóros akaratlan mozgások
- R26 A járás és mobilitás rendellenességei
  - R26.0 Ataxiás járás
  - R26.1 Paralyticus járás
  - R26.2 Járási nehézség m.n.o.
  - R26.8 Járási és mobilitás egyéb és k.m.n. rendellenessége
- R27 A koordináció egyéb hiányossága
  - R27.0 Ataxia, k.m.n.
  - R27.8 A koordináció egyéb és nem meghatározott hiányossága
- R29 Az ideg-, csont- és izomrendszerrel kapcsolatos egyéb jelek és tünetek
  - R29.0 Tetania
  - R29.1 Meningismus
  - R29.2 Reflex abnormitás
  - R29.3 Rendellenes testtartás
  - R29.4 Kattanó csípőízület
  - R29.8 Az ideg-, csont- és izomrendszerrel kapcsolatos egyéb és k.m.n. jelek és tünetek

## A húgyrendszerrel kapcsolatos jelek és tünetek (R30-R39)
- R30 Vizeléshez társuló fájdalom
  - R30.0 Dysuria
  - R30.1 Húgyhólyag tenesmus
  - R30.9 Fájdalmas vizelés, k.m.n.
- R31 Vérvizelés k.m.n.
- R32 Vizelet incontinentia, k.m.n.
- R33 Vizeletrekedés
- R34 Anuria és oliguria
- R35 Polyuria
- R36 Húgycső váladékozás
- R39 A húgyrendszerrel kapcsolatos egyéb és nem meghatározott jelek és tünetek
  - R39.0 Vizelet extravasatum
  - R39.1 A vizeletürítés egyéb nehézségei
  - R39.2 Extrarenális uraemia
  - R39.8 A húgyrendszerrel kapcsolatos egyéb és k.m.n. jelek és tünetek

## A felismeréssel, percepcióval, érzelmi állapottal és magatartással kapcsolatos jelek és tünetek (R40-R46)
- R40 Aluszékonyság, stupor és kóma
  - R40.0 Aluszékonyság
  - R40.1 Stupor
  - R40.2 Kóma, k.m.n.
- R41 A kognitív funkciókkal és a tudatossággal kapcsolatos egyéb jelek és tünetek
  - R41.0 Desorientatio, k.m.n.
  - R41.1 Anterográd amnézia
  - R41.2 Retrográd amnézia
  - R41.3 Egyéb amnézia
  - R41.8 A kognitív funkciókkal és a tudatossággal kapcsolatos egyéb jelek és tünetek
- R42 Szédülékenység
- R43 A szaglás és ízlelés zavarai
  - R43.0 Anosmia
  - R43.1 Parosmia
  - R43.2 Parageusia
  - R43.8 A szaglás és ízlelés egyéb, nem meghatározott zavarai
- R44 Az általános érzéssel és érzékeléssel kapcsolatos egyéb jelek és tünetek
  - R44.0 Akusztikus hallucinációk
  - R44.1 Vizuális hallucinációk
  - R44.2 Egyéb hallucinációk
  - R44.3 Hallucinációk k.m.n.
  - R44.8 Az általános érzéssel és érzékeléssel kapcsolatos egyéb és k.m.n. jelek és tünetek
- R45 Az érzelmi állapottal kapcsolatos jelek és tünetek
  - R45.0 Idegesség
  - R45.1 Nyugtalanság és agitáció
  - R45.2 Boldogtalanság
  - R45.3 Demoralizálódás és apátia
  - R45.4 Ingerlékenység és düh
  - R45.5 Ellenkezéshajlam
  - R45.6 Fizikai erőszakhajlam
  - R45.7 Emocionális shock és stresszállapot, k.m.n.
  - R45.8 Az érzelmi állapottal kapcsolatos egyéb jelek és tünetek
  - R45.8 Az érzelmi állapottal kapcsolatos egyéb jelek és tünetek
- R46 A külső megjelenéssel és magatartással kapcsolatos jelek és tünetek
  - R46.0 Igen alacsonyfokú személyi hygiene
  - R46.1 Bizarr személyes külső
  - R46.2 Különös és magyarázhatatlan magatartás
  - R46.3 Túlzott aktivitás
  - R46.4 Lassultság és szegényes válaszkészség
  - R46.5 Gyanakvás és kifejezett kitérési hajlam
  - R46.6 Stresszt jelentő eseményekkel kapcsolatos aránytalan gyötrődés és gond
  - R46.7 Bőbeszédűség és kontaktust hátráltató körülményeskedés
  - R46.8 A külső megjelenéssel és magatartással kapcsolatos egyéb jelek és tünetek

## A beszéddel és hanggal kapcsolatos jelek és tünetek (R47-R49)
- R47 Beszédzavarok, m.n.o.
  - R47.0 Dysphasia és aphasia
  - R47.1 Dysarthria és anarthria
  - R47.8 Egyéb és nem meghatározott beszédzavarok
- R48 Dyslexia és egyéb jel-dysfunctiók, m.n.o.
  - R48.0 Dyslexia és alexia
  - R48.1 Agnosia
  - R48.2 Apraxia
  - R48.8 Egyéb és nem meghatározott jel-dysfunctiók
- R49 Beszédhang zavarok
  - R49.0 Dysphonia
  - R49.1 Aphonia
  - R49.2 Hyper- és hyponasalitás
  - R49.8 Egyéb és nem meghatározott beszédhang zavarok

## Általános jelek és tünetek (R50-R69)
- R50 Ismeretlen eredetű láz
  - R50.0 Láz hidegrázással
  - R50.1 Tartós láz
  - R50.9 Láz, k.m.n.
- R51 Fejfájás
- R52 Fájdalom, m.n.o.
  - R52.0 Akut fájdalom
  - R52.1 Idült tűrhetetlen fájdalom
  - R52.2 Egyéb idült fájdalom
  - R52.9 Fájdalom k.m.n.
- R53 Rossz közérzet és fáradtság
- R54 Szenilitás
- R55 Syncope és collapsus
- R56 Görcsök m.n.o.
  - R56.0 Lázas görcsállapotok
  - R56.8 Egyéb és nem meghatározott görcsök
- R57 Shock, m.n.o.
  - R57.0 Cardiogen shock
  - R57.1 Hypovolaemiás shock
  - R57.8 Egyéb shock
  - R57.9 Shock, k.m.n.
- R58 Vérzés, m.n.o.
- R59 Nyirokcsomó megnagyobbodás
  - R59.0 Körülírt nyirokcsomó megnagyobbodás
  - R59.1 Generalizált nyirokcsomó megnagyobbodás
  - R59.9 Megnagyobbodott nyirokcsomók, k.m.n.
- R60 Vizenyő, m.n.o.
  - R60.0 Lokalizált oedema
  - R60.1 Generalizált oedema
  - R60.9 Oedema, k.m.n.
- R61 Hyperhidrosis
  - R61.0 Lokalizált hyperhidrosis
  - R61.1 Generalizált hyperhidrosis
  - R61.9 Hyperhidrosis, k.m.n.
- R62 A normális élettani fejlődés hiánya
  - R62.0 Késői érési fázisok
  - R62.8 Az elvárható normális élettani fejlődés egyéb hiányosságai
  - R62.9 Az elvárható normális élettani fejlődés hiányossága k.m.n.
- R63 A táplálkozással és folyadékfelvétellel kapcsolatos jelek és tünetek
  - R63.0 Anorexia
  - R63.1 Polydipsia
  - R63.2 Polyphagia
  - R63.3 Táplálkozási nehézségek és zavarok
  - R63.4 Kóros súlyvesztés
  - R63.5 Kóros súlygyarapodás
  - R63.8 A táplálkozással és folyadékfelvétellel kapcsolatos egyéb jelek és tünetek
- R64 Cachexia
- R68 Egyéb általános jelek és tünetek
  - R68.0 Hypothermia, nem az alacsony környezeti hőmérséklettől
  - R68.1 A csecsemőkor sajátos nem specifikus tünetei
  - R68.2 Szájszárazság, k.m.n.
  - R68.3 Dobverő ujjak
  - R68.8 Egyéb meghatározott jelek és tünetek
- R69 A morbiditás ismeretlen és k.m.n. okai

## A vérvizsgálati kóros eredményei, diagnózis nélkül (R70-R79)
- R70 Gyorsult vörösvérsejt-süllyedés és a plazmaviszkozitás rendellenességei
  - R70.0 Gyorsult vörösvérsejt-süllyedés
  - R70.1 Kóros plazmaviszkozitás
- R71 Vörösvérsejt rendellenességek
- R72 Fehérvérsejt rendellenessége m.n.o.
- R73 Emelkedett vércukorszint
  - R73.0 Kóros glucose-tolerancia teszt
  - R73.9 Hyperglycaemia, k.m.n.
- R74 Kóros szérum-enzimszintek
  - R74.0 A transamináz és tejsav-dehidrogenáz [LDH] szint emelkedése
  - R74.8 Egyéb szérum-enzimek kóros szintje
  - R74.9 Nem meghatározott szérum-enzimek kóros szintje
- R75 Humán immundeficiencia vírus [HIV] laboratóriumi evidenciája
- R76 Egyéb kóros immunológiai leletek a szérumban
  - R76.0 Emelkedett antitest-titer
  - R76.1 Tuberculin teszt kóros reakciója
  - R76.2 Ál-pozitív szifilisz teszt
  - R76.8 Egyéb, meghatározott kóros immunológiai leletek a szérumban
  - R76.9 Kóros immunológiai szérum lelet, k.m.n.
- R77 A plazmafehérjék egyéb abnormitásai
  - R77.0 Albumin-rendellenesség
  - R77.1 Globulin-rendellenesség
  - R77.2 Alfa-foetoprotein rendellenesség
  - R77.8 Egyéb meghatározott plazmafehérje abnormitások
  - R77.9 Plazmafehérje-abnormitás k.m.n.
- R78 A vérben élettanilag nem előforduló gyógyszerek és anyagok
  - R78.0 Alkohol a vérben
  - R78.1 Opiát a vérben
  - R78.2 Kokain a vérben
  - R78.3 Hallucinogén a vérben
  - R78.4 Megszokást okozható egyéb szerek a vérben
  - R78.5 Pszichotróp szer a vérben
  - R78.6 Szteroid hatóanyag a vérben
  - R78.7 Nehézfémek kóros szintje a vérben
  - R78.8 Egyéb megnevezett, normálisan nem előforduló anyagok a vérben
  - R78.9 Normálisan nem előforduló anyag a vérben k.m.n.
- R79 A vér egyéb rendellenes kémiai leletei
  - R79.0 Ásványi anyagok kóros lelete a vérben
  - R79.8 Egyéb meghatározott kóros kémiai lelet a vérben
  - R79.9 A vér kóros kémiai lelete k.m.n.

## Kóros vizeletvizsgálati leletek, diagnózis nélkül (R80-R82)
- R80 Izolált fehérjevizelés
- R81 Cukorvizelés
- R82 A vizelet egyéb kóros leletei
  - R82.0 Chyluria
  - R82.1 Myoglobinuria
  - R82.2 Bilirubinuria
  - R82.3 Haemoglobinuria
  - R82.4 Acetonuria
  - R82.5 Gyógyszerek, drogok és biológiai anyagok megnövekedett vizelet-szintje
  - R82.6 Elsősorban nem gyógyászati anyagok kóros vizelet-szintje
  - R82.7 A vizelet mikrobiológiai vizsgálatának kóros lelete
  - R82.8 A vizelet cytológiai és szövettani vizsgálatának kóros leletei
  - R82.9 A vizelet egyéb és k.m.n. kóros leletei

## Egyéb testfolyadékok, szövetek vizsgálatának kóros leletei, diagnózis nélkül (R83-R89)
- R83 A liquor cerebrospinalis kóros leletei
  - R83.0 A liquor cerebrospinalis kóros enzimszintje
  - R83.1 A liquor cerebrospinalis kóros hormonszintje
  - R83.2 Egyéb gyógyszerek, drogok és biológiai anyagok kóros szintje a liquor cerebrospinalisban
  - R83.3 Elsősorban nem gyógyászati anyagok kóros szintje a liquor cerebrospinalisban
  - R83.4 A liquor cerebrospinalis kóros immunológiai leletei
  - R83.5 A liquor cerebrospinalis kóros mikrobiológiai leletei
  - R83.6 A liquor cerebrospinalis kóros cytológiai leletei
  - R83.7 A liquor cerebrospinalis kóros szövettani leletei
  - R83.8 A liquor cerebrospinalis egyéb kóros leletei
  - R83.9 A liquor cerebrospinalis nem meghatározott kóros leletei
- R84 A légzőszervekből és mellüregból származó anyagok kóros leletei
  - R84.0 A légzőszervekből és mellüregből származó anyagok kóros enzimszintje
  - R84.1 A légzőszervekből és mellüregből származó anyagok kóros hormonszintje
  - R84.2 Egyéb gyógyszerek, drogok és biológiai anyagok kóros szintje a légzőszervekből és mellüregből származó anyagokban
  - R84.3 Elsősorban nem gyógyászati anyagok kóros szintje a légzőszervekből és mellüregből származó anyagokban
  - R84.4 A légzőszervekből és mellüregből származó anyagok kóros immunológiai leletei
  - R84.5 A légzőszervekből és mellüregből származó anyagok kóros mikrobiológiai leletei
  - R84.6 A légzőszervekből és mellüregből származó anyagok kóros cytológiai leletei
  - R84.7 A légzőszervekből és mellüregből származó anyagok kóros szövettani leletei
  - R84.8 A légzőszervekből és mellüregből származó anyagok egyéb kóros leletei
  - R84.9 A légzőszervekből és mellüregből származó anyagok nem meghatározott kóros leletei
- R85 Az emésztőrendszerből és hasüregből származó anyagok kóros leletei
  - R85.0 Az emésztőrendszerből és hasüregből származó anyagok kóros enzimszintje
  - R85.1 Az emésztőrendszerből és hasüregből származó anyagok kóros hormonszintje
  - R85.2 Egyéb gyógyszerek, drogok és biológiai anyagok kóros szintje az emésztőrendszerből és hasüregből származó anyagokban
  - R85.3 Elsősorban nem gyógyászati anyagok kóros szintje az emésztőrendszerből és hasüregből származó anyagokban
  - R85.4 Az emésztőrendszerből és hasüregből származó anyagok kóros immunológiai leletei
  - R85.5 Az emésztőrendszerből és hasüregből származó anyagok kóros mikrobiológiai leletei
  - R85.6 Az emésztőrendszerből és hasüregből származó anyagok kóros cytológiai leletei
  - R85.7 Az emésztőrendszerből és hasüregből származó anyagok kóros szövettani leletei
  - R85.8 Az emésztőrendszerből és hasüregből származó anyagok egyéb kóros leletei
  - R85.9 Az emésztőrendszerből és hasüregből származó anyagok nem meghatározott kóros leletei
- R86 A férfi nemi szervekből származó anyagok kóros leletei
  - R86.0 A férfi nemi szervekből származó anyagok kóros enzimszintje
  - R86.1 A férfi nemi szervekből származó anyagok kóros hormonszintje
  - R86.2 Egyéb gyógyszerek, drogok és biológiai anyagok kóros szintje a férfi nemi szervekből származó anyagokban
  - R86.3 Elsősorban nem gyógyászati anyagok kóros szintje a férfi nemi szervekből származó anyagokban
  - R86.4 A férfi nemi szervekből származó anyagok kóros immunológiai leletei
  - R86.5 A férfi nemi szervekből származó anyagok kóros mikrobiológiai leletei
  - R86.6 A férfi nemi szervekből származó anyagok kóros cytológiai leletei
  - R86.7 A férfi nemi szervekből származó anyagok kóros szövettani leletei
  - R86.8 A férfi nemi szervekből származó anyagok egyéb kóros leletei
  - R86.9 A férfi nemi szervekből származó anyagok nem meghatározott kóros leletei
- R87 A női nemi szervekből származó anyagok kóros leletei
  - R87.0 A női nemi szervekből származó anyagok kóros enzimszintje
  - R87.1 A női nemi szervekből származó anyagok kóros hormonszintje
  - R87.2 Egyéb gyógyszerek, drogok és biológiai anyagok kóros szintje a női nemi szervekből származó anyagokban
  - R87.3 Elsősorban nem gyógyászati anyagok kóros szintje a női nemi szervekből származó anyagokban
  - R87.4 A női nemi szervekből származó anyagok kóros immunológiai leletei
  - R87.5 A női nemi szervekből származó anyagok kóros mikrobiológiai leletei
  - R87.6 A női nemi szervekből származó anyagok kóros cytológiai leletei
  - R87.7 A női nemi szervekből származó anyagok kóros szövettani leletei
  - R87.8 A női nemi szervekből származó anyagok egyéb kóros leletei
  - R87.9 A női nemi szervekből származó anyagok nem meghatározott kóros leletei
- R89 Egyéb szervekből, szervrendszerekből és szövetekből származó anyagok kóros leletei
  - R89.0 Egyéb szervekből, szervrendszerekből és szövetekből származó anyagok kóros enzimszintje
  - R89.1 Egyéb szervekből, szervrendszerekből és szövetekből származó anyagok kóros hormonszintje
  - R89.2 Egyéb gyógyszerek, drogok és biológiai anyagok kóros szintje egyéb szervekből, szervrendszerekből és szövetekből származó anyagokban
  - R89.3 Elsősorban nem gyógyászati anyagok kóros szintje egyéb szervekből, szervrendszerekből és szövetekből származó anyagokban
  - R89.4 Egyéb szervekből, szervrendszerekből és szövetekből származó anyagok kóros immunológiai leletei
  - R89.5 Egyéb szervekből, szervrendszerekből és szövetekből származó anyagok kóros mikrobiológiai leletei
  - R89.6 Egyéb szervekből, szervrendszerekből és szövetekből származó anyagok kóros cytológiai leletei
  - R89.7 Egyéb szervekből, szervrendszerekből és szövetekből származó anyagok kóros szövettani leletei
  - R89.8 Egyéb szervekből, szervrendszerekből és szövetekből származó anyagok egyéb kóros leletei
  - R89.9 Egyéb szervekből, szervrendszerekből és szövetekből származó anyagok nem meghatározott kóros leletei

## Diagnosztikus képalkotó és funkcionális vizsgálatok kóros leletei, diagnózis nélkül (R90-R94)
- R90 A központi idegrendszer diagnosztikus képalkotó vizsgálatával talált kóros leletek
  - R90.0 Intracraniális térfoglaló folyamat
  - R90.8 A központi idegrendszer diagnosztikus képalkotó vizsgálatánál talált egyéb kóros leletek
- R91 A tüdő diagnosztikus képalkotó vizsgálatával talált kóros leletek
- R92 Az emlő diagnosztikus képalkotó vizsgálatával talált kóros leletek
- R93 Egyéb testrészek diagnosztikus képalkotó vizsgálatával talált kóros leletek
  - R93.0 A koponya és fej diagnosztikus képalkotó vizsgálatánál talált, m.n.o. kóros leletek
  - R93.1 A szív és koszorúér-keringés diagnosztikus képalkotó vizsgálatánál talált kóros leletek
  - R93.2 A máj és epeutak diagnosztikus képalkotó vizsgálatánál talált kóros leletek
  - R93.3 Az emésztőtraktus egyéb részeinek diagnosztikus képalkotó vizsgálatánál talált kóros leletek
  - R93.4 A húgyszervek diagnosztikus képalkotó vizsgálatánál talált kóros leletek
  - R93.5 Egyéb hasi tájak és a retroperitoneum diagnosztikus képalkotó vizsgálatánál talált kóros leletek
  - R93.6 A végtagok diagnosztikus képalkotó vizsgálatánál talált kóros leletek
  - R93.7 A csont-izomrendszer egyéb részeinek diagnosztikus képalkotó vizsgálatánál talált kóros leletek
  - R93.8 Egyéb megnevezett testrészek diagnosztikus képalkotó vizsgálatánál talált kóros leletek
- R94 Funkcionális vizsgálatok kóros eredményei
  - R94.0 A központi idegrendszer funkcionális vizsgálatainak kóros eredményei
  - R94.1 A perifériás idegrendszer és érzékszervek funkcionális vizsgálatainak kóros eredményei
  - R94.2 A tüdő funkcionális vizsgálatainak kóros eredményei
  - R94.3 Cardiovasculáris funkcionális vizsgálatok kóros eredményei
  - R94.4 Vesefunkciós vizsgálatok kóros eredményei
  - R94.5 Májfunkciós vizsgálatok kóros eredményei
  - R94.6 Pajzsmirigy funkciós vizsgálatok kóros eredményei
  - R94.7 Egyéb endokrin funkciós vizsgálatok kóros eredményei
  - R94.8 Egyéb szervek és szervrendszerek funkcionális vizsgálatainak kóros eredményei

## A halálozás rosszul meghatározott és ismeretlen okai (R95-R99)
- R95 Hirtelen csecsemőhalál szindróma
- R96 Egyéb hirtelen halál ismeretlen okból
  - R96.0 Hirtelen halál
  - R96.1 Halál a tünetek kezdetét követő 24 órán belül, másként nem magyarázott
- R98 Halál tanú nélkül
- R99 A halálozás rosszul meghatározott és k.m.n. okai

| Sorszám | Főcsoport                                                                                                | BNO kódok |
| ------- | --- | --------- |
| 01      | BNO-10-01 – Fertőző és parazitás betegségek                                                              | A00–B99   |
| 02      | BNO-10-02 – Daganatok                                                                                    | C00–D48   |
| 03      | BNO-10-03 – A vér és a vérképző szervek betegségei és az immunrendszert érintő bizonyos rendellenességek | D50–D89   |
| 04      | BNO-10-04 – Endokrin, táplálkozási és anyagcsere betegségek                                              | E00–E90   |
| 05      | BNO-10-05 – Mentális és viselkedészavarok                                                                | F00–F99   |
| 06      | BNO-10-06 – Az idegrendszer betegségei                                                                   | G00–G99   |
| 07      | BNO-10-07 – A szem és függelékeinek betegségei                                                           | H00–H59   |
| 08      | BNO-10-08 – A fül és a csecsnyúlvány megbetegedései                                                      | H60–H95   |
| 09      | BNO-10-09 – A keringési rendszer betegségei                                                              | I00–I99   |
| 10      | BNO-10-10 – A légzőrendszer betegségei                                                                   | J00–J99   |
| 11      | BNO-10-11 – Az emésztőrendszer betegségei                                                                | K00–K93   |
| 12      | BNO-10-12 – A bőr és bőralatti szövet betegségei                                                         | L00–L99   |
| 13      | BNO-10-13 – A csont-izomrendszer és kötőszövet betegségei                                                | M00–M99   |
| 14      | BNO-10-14 – Az urogenitális rendszer megbetegedései                                                      | N00–N99   |
| 15      | BNO-10-15 – Terhesség, szülés és a gyermekágy                                                            | O00–O99   |
| 16      | BNO-10-16 – A perinatális szakban keletkező bizonyos állapotok                                           | P00–P96   |
| 17      | BNO-10-17 – Veleszületett rendellenességek, deformitások és kromoszómaabnormitások                       | Q00–Q99   |
| 18      | BNO-10-18 – Máshova nem osztályozott panaszok, tünetek és kóros klinikai és laboratóriumi leletek        | R00–R99   |
| 19      | BNO-10-19 – Sérülés, mérgezés és külső okok bizonyos egyéb következményei                                | S00–T98   |
| 20      | BNO-10-20 – A morbiditás és mortalitás külső okai                                                        | V01–Y98   |
| 21      | BNO-10-21 – Az egészségi állapotot és egészségügyi szolgálatokkal való kapcsolatot befolyásoló tényezők  | Z00–Z99   |
| (22)    | BNO-10-22 – Speciális kódok                                                                              | U00–U99   |